# Gerry Brown
Gerry Brown (* 9. November 1951 in Philadelphia/Pennsylvania) ist ein US-amerikanischer Jazzschlagzeuger.

## Leben und Wirken
Brown begann mit fünf Jahren Schlagzeug zu spielen, trat später mit Soulgruppen auf und spielte bereits auf der High School mit dem Bassisten John Lee, mit dem er 1970 die Musikakademie besuchte. 1971 zog er nach New York, wo er bei Lionel Hampton spielte. 1972 zog er mit Lee in die Niederlande, um sich der Rockjazz-Gruppe von Chris Hinze anzuschließen. Mit dem Bassisten John Lee als Co-Leader spielte er 1973 Infinite Jones ein, dem 1975 Mango Sunrise, 1976 Still Can't Say Enough und 1979 Chaser folgten. Im Gespann mit Lee arbeitete er Mitte der 1970er Jahre auch für Jasper van’t Hof, Toto Blanke, Charlie Mariano, Eef Albers und Gary Bartz. Anschließend waren sie für zwei Jahre Mitglied in Larry Coryells Eleventh House; Brown spielte auch für Stanley Clarke und Chick Corea. Auf dem Montreux Jazz Festival begleitete er 1979 Didier Lockwood.
Brown ließ sich 1982 für einige Zeit in Berlin nieder und arbeitete bis zur Rückkehr in die Vereinigten Staaten mit George Gruntz, mit Joachim Kühn und mit Chris Beckers, aber auch mit Herb Geller, Anne Haigis und mit Kraan. 1986 wurde er bei Consortium Nachfolger von Billy Cobham.
14 Jahre lang (1992–2004) spielte er für Stevie Wonder; dann begleitete er Oscar Brown, Jr.
Seit 2000 ist er der Schlagzeuger von Diana Ross.
Brown arbeitete außerdem als Sideman auf der Bühne und bei Aufnahmen u. a. mit George Benson, Michal Urbaniak, Urszula Dudziak. Marcus Miller, Lionel Richie, Sonny Fortune, Alphonso Johnson, Roberta Flack, Joe Sample, Tom Harrell, Dave Samuels, Chuck Loeb, der Georg Gruntz Band, der NDR-Bigband (The Spirit of Jimi Hendrix) und Phil Collins. Mit dem Bassisten Nathan Watts nahm er das Lehrvideo R & B Drumming – Featuring Gerry Brown and his Motown Sound auf.